# L'Archipel des Malotrus
L'Archipel des Malotrus est un roman publié en décembre 1967 par Frédéric Dard sous le nom de plume de San-Antonio. Il est le 66e de la série  policière San-Antonio.
Chez l’éditeur Fleuve noir, il porte d’abord le numéro 631 de la collection « Spécial Police », puis en 1974 le numéro 32 de la collection « San-Antonio ».

## Couverture
- 1re édition de 1967 : illustration de Michel Gourdon
- 2e édition de 1974 : illustration Photo
- 3e édition de 1982 : illustration Photo
- 4e édition de 1990 : illustration de Georges Wolinski
- 5e édition de 1998 : illustration de Marc Demoulin
- 6e édition de 2010 : illustration de François Boucq
- 7e édition de 2018 : illustration de Michaël Sanlaville

## Personnages
- Le commissaire San-Antonio.
- L'inspecteur Alexandre-Benoît Bérurier.
- La reine Kelbobaba.
- Tabobo Hobibi, ministre des affaires étrangères de l'archipel.
- Sir Harry Dezange, diplomate britannique.
- Anar Chizan, leader révolutionnaire.

## Résumé
Le commissaire San-Antonio et Bérurier, sous fausse identité, doivent se rendre sur l'archipel des Malotrus pour persuader la reine Kelbobaba de louer à la France, plutôt qu'a la Grande-Bretagne, l'île de Tanfédonpa pour y effectuer des essais atomiques.

## Lieux de l'aventure
Les événements se produisent à l’hôtel Intermondial de Genève puis sur l'archipel des Malotrus.

## Figures de style
L’accumulation :
- « Des types formides, des salauds, des crâneurs, des généreux, mais essentiellement des vieux, sales, horribles, tristes, robustes, pauvres, sombres et petits cons »[1]

La paronomase :
- « Ça ramdame, ça exclame, ça déclame, ça réclame, ça proclame, ça acclame dans le palace,... »[2]

Les néologismes :
- routinier : routier ; « Je suis dans les transports routiniers. »[3]
- toupiller : caresser en cachette ; « La nana qui se laisse toupiller les échasses sous la table,... »[4]

Le calembour :
- « Je vous passe les hévéas de la route dont... »[5]
- « -Ouais, faut le décor-homme, hein? »[6]

## Remarques
- Le livre est dédié « avec mon amitié admirative » à Louis Pauwels.
- On apprend que le 29 juin est l’anniversaire du commissaire San-Antonio.